# 로버트 필
제2대 준남작 로버트 필 경(Sir Robert Peel, 2nd Baronet, 1788년 2월 5일 ~ 1850년 7월 2일)은 영국의 정치인이자 보수당의 당원으로, 연합왕국의 총리를 두 번(1834~1835년,1841~1846년) 역임하였고, 내무 장관도 두 번(1822~1827년, 1828~1830년) 역임하였다. 현대 영국 경찰의 아버지이자 현대 보수당의 설립자들 가운데 한 명으로 간주된다.

## 생애
필은 베리 챔버 홀에서 태어났다. 아버지 제1대 준남작 로버트 필 경(Sir Robert Peel, 1st Baronet)는 초기 산업혁명의 가장 부유한 섬유 제조업자들 가운데 하나였다. 필은 베리 그래머 스쿨, 히퍼홈 그래머 스쿨, 해로 스쿨, 크라이스트 처치에서 교육을 받았으며, 크라이스트 처치에서 고전학과 수학에서 2과목 최고득점을 받았다.

## 참고 문헌
- Ramsay, Anna Augustus Whittall (1969) [1928]. 《Sir Robert Peel》. Freeport, New York: Books for Library Press.